# Zoubeir Turki
Zoubeir Turki (en árabe: زبير التركي‎), también con la ortografía Zoubeïr Turki, (nacido en abril de 1924 en Túnez y fallecido el 23 de octubre de 2009) es un pintor y escultor tunecino. Gozó de gran fama en su país y participó en muchas exposiciones internacionales. Es el hermano menor del también pintor Hédi Turki, y cuñado de la escritora Elodia Zaragoza-Turki.

## Biografía
De origen turco[cita requerida] y nacido en la medina de Túnez, estudió en la Universidad Zitouna y luego en el Instituto de Altos Estudios de Túnez y, paralelamente, en el Instituto superior de Bellas Artes de Túnez.
Fue contratado como profesor de árabe en las escuelas francesas pero, durante los violentos acontecimientos de enero de 1952, incitó a una huelga, lo que provocó su despido. Luego se fue a Suecia donde se unió a la Real Academia Sueca de las Artes, donde perfeccionó su arte antes de regresar a Túnez después de la independencia.
Adepto a la expresión figurativa, se convirtió rápidamente en el abanderado de la pintura tunecina y sus obras adquieren una gran reputación: ilustran en particular los libros escolares. Durante mucho tiempo ocupó un lugar privilegiado en la administración pública de las artes y la cultura, como alto funcionario del Ministerio de Cultura, y fundó la Union nationale des arts plastiques de Tunisie (Unión Nacional de Artes Plásticas de Túnez), de la que fue presidente hasta su partida voluntaria, así como la Union maghrébine des arts plastiques (Unión Magrebí de las  Artes Plásticas).
Como miembro de la junta del Organisme tunisien des droits d'auteur et des droits voisins (Organismo Tunecino de Derechos de Autor y Derechos Conexos), también preparó la creación del Centre d'art vivant du Belvédère (Centro de Artes Vivas del Belvedere) en Túnez y fue elegido diputado y consejero municipal. Dorra Bouzid describe su arte en estos términos: «Sin duda sus paisajes, naturalezas muertas y personajes como él vibran con este corazón. Para pintarlos, se sumerge en los colores milenarios de la seda o la lana de los zocos: verdes, ocres y rojos profundos y suntuosos. Los rodea con las volutas, bóvedas y curvas de la arquitectura de la ciudad que acunaron su infancia».
Murió el 23 de octubre de 2009.

## Principales obras

### Pinturas
- Choua
- Deux jeunes filles suédoises
- Femme au bkhour (encens)
- Homme en bleu
- Jeune femme à l'éventail
- La mondaine
- Le mondain
- L'été à la médina
- L'homme à l'éventail
- L'homme au fume-cigarettes
- L'homme au journal
- Le fabricant de chéchias
- Mariage
- Paysage
- Prince à la sortie de la mosquée
- Un dimanche à Sidi Bou Saïd

## Esculturas
- Estatua de Ibn Jaldún erigida en la plaza de la Independencia de Túnez, cuyos rasgos recuerdan los de Zoubeir Turki.[9]

## Distinciones
- Gran Oficial de la Orden de la República de Túnez;
- Gran cordón de la Orden tunecina del Mérito;
- Comandante de la Orden del Ouissam alauita ;
- Prix du 7-Novembre pour la création artistique (Túnez).[10]